# Occey
Occey ist eine französische Gemeinde mit 172 Einwohnern (Stand: 1. Januar 2022) im Département Haute-Marne in der Region Grand Est (bis 2015 Champagne-Ardenne). Sie gehört zum Arrondissement Langres und zum Gemeindeverband Auberive Vingeanne et Montsaugeonnais.

## Geografie
Die Gemeinde Occey liegt am Südostrand des Plateaus von Langres, etwa in der Mitte zwischen den Städten Langres und Dijon. Sie ist die südlichste Gemeinde des Départements Haute-Marne und grenzt im Westen, Süden und Südosten an das Département Côte-d’Or in der Region Bourgogne-Franche-Comté. Das 16,87 km² umfassende flache bis leicht gewellte Gemeindegebiet ist von Ackerflächen geprägt; das einzig nennenswerte Waldgebiet ist der Bois d’Occey im Südwesten. Zur Gemeinde zählen die Weiler Sapho und Bel-Air (teilweise). Umgeben wird Occey von den Nachbargemeinden Le Montsaugeonnais und Isômes und Norden, Cusey im Osten, Sacquenay im Südosten, Chazeuil im Süden sowie Selongey im Westen.

## Bevölkerungsentwicklung
| Jahr      | 1962 | 1968 | 1975 | 1982 | 1990 | 1999 | 2006 | 2014 | 2021 |
| Einwohner | 223  | 167  | 181  | 163  | 139  | 146  | 144  | 153  | 168  |

Im Jahr 1851 wurde mit 476 Bewohnern die bisher höchste Einwohnerzahl ermittelt. Die Zahlen basieren auf den Daten von cassini.ehess und INSEE.

## Sehenswürdigkeiten
- Kirche Saint-Remy (St. Remigius), bereits im Jahr 1092 erwähnt, ab 1731 dem Bischof von Dijon unterstellt; nach 1838 Rekonstruktion des Glockenturms
- Friedhofskreuz aus dem 15. Jahrhundert, Monument historique[3]
- Fontaine de Sang-rouge und ein weiterer Brunnen
- Waschhaus (Lavoir)
- Taubenturm des ehemaligen Schlosses
- Flurkreuze

## Wirtschaft und Infrastruktur

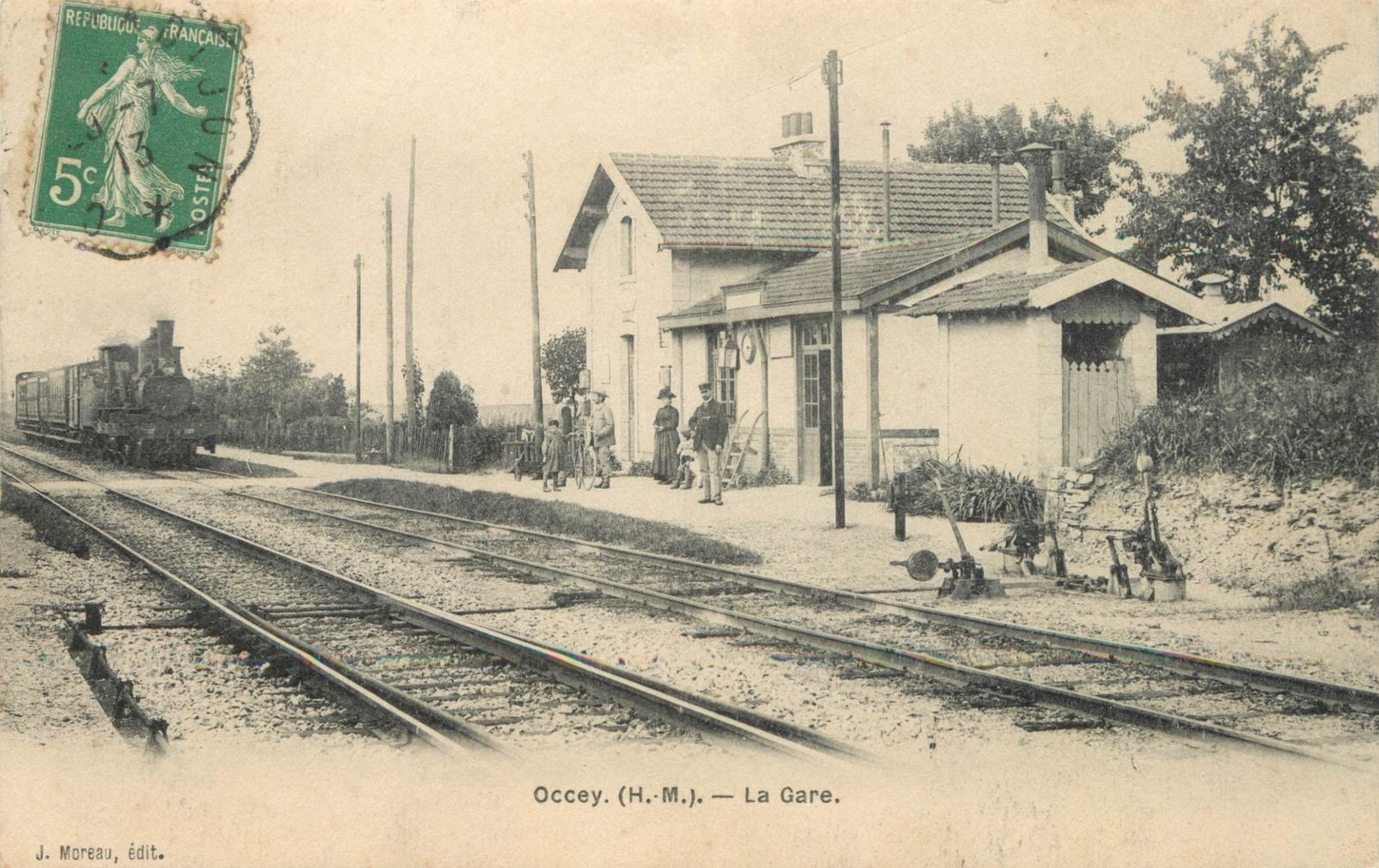
Postkarte des Bahnhofs Occey aus dem Jahr 1913

In Occey sind zehn Landwirtschaftsbetriebe ansässig, die sich mit dem Anbau von Getreide, Hülsenfrüchten und Ölsaaten beschäftigen.
An der westlichen Gemeindegrenze von Occey verläuft die Fernstraße D974 von Langres nach Dijon. 13 Kilometer südwestlich von Occey besteht ein Anschluss an die Autoroute A 31. Ein sechseinhalb Kilometer nördlich von Occey gelegener Haltepunkt liegt an der Bahnstrecke von Is-sur-Tille nach Chalindrey (Ligne d’Is-sur-Tille à Culmont-Chalindrey).

## Belege
1. ↑  Occey auf cassini.ehess
2. ↑  Occey auf INSEE
3. ↑  Croix du cimetière près de l'église in der Base Mérimée des französischen Kulturministeriums (französisch)
4. ↑  Landwirtschaftsbetriebe auf annuaire-mairie.fr